# Ahan (Sprache)
Ahan ist eine Niger-Kongo-Sprache, die in Nigeria im Bundesstaat Ekiti in den Städten Ajowa, Igashi und Omou von 300 Menschen gesprochen wird. Zusammen mit dem Ayere bildet sie die genetische Untereinheit Ayere-Ahan des West-Benue-Kongo.